# Campionati del mondo di ciclismo su strada 1936
I Campionati del mondo di ciclismo su strada 1936 si disputarono a Berna in Svizzera il 5 e 6 settembre 1936.
Furono assegnati due titoli:
- Prova in linea Uomini Dilettanti, gara di 145,000 km
- Prova in linea Uomini Professionisti, gara di 218,000 km

## Storia
Nel 1936 tornò alla Francia il titolo mondiale tra i professionisti, dopo l'oro del 1933. La gara, corsa sul circuito di Berna, fu animata sin dall'inizio e l'altro ritmo imposto dai battistrada scremò il gruppo di testa impedendo di rientrare ai corridori più attardati. L'attacco decisivo vide protagonisti il francese Antonin Magne, il danese Werner-Grundhal Hansen e il belga Gustaaf Deloor, che si staccò per primo a causa di una foratura. Nel corso dell'ultimo giro Hansen non riuscì a rispondere all'attacco di Magne e cedette perdendo anche il podio. Il francese giunse solo al traguardo con quasi dieci minuti di vantaggio e vinse l'oro dopo l'argento del 1933. L'italiano Aldo Bini e l'olandese Theo Middelkamp completarono il podio, mentre un giovane Gino Bartali terminò settimo. Su trentanove corridori partiti, solo nove conclusero la prova.
Doppietta svizzera invece nella prova dilettanti con Edgar Buchwalder e Gottlieb Weber.

## Medagliere
| Pos.   | Nazione     | Oro | Argento | Bronzo | Totale |
| ------ | ----------- | --- | ------- | ------ | ------ |
| 1      | Svizzera    | 1   | 1       | 0      | 2      |
| 2      | Francia     | 1   | 0       | 0      | 1      |
| 3      | Italia      | 0   | 1       | 1      | 2      |
| 4      | Paesi Bassi | 0   | 0       | 1      | 1      |
| Totale | Totale      | 2   | 2       | 2      | 6      |

## Sommario degli eventi
| Eventi                 | Oro                       | Tempo                      | Argento                 | Tempo   | Bronzo                      | Tempo |
| Uomini Professionisti  |                           |                            |                         |         |                             |       |
| Gara in linea dettagli | Antonin Magne Francia     | 5h52'32" Media 36,997 km/h | Aldo Bini Italia        | a 9'27" | Theo Middelkamp Paesi Bassi | s.t.  |
| Uomini Dilettanti      |                           |                            |                         |         |                             |       |
| Gara in linea dettagli | Edgar Buchwalder Svizzera | 3h58'01"                   | Gottlieb Weber Svizzera | a 11"   | Pierino Favalli Italia      | a 47" |